# Anna Gostyńska (urolog)
Anna Gostyńska (ur. 22 grudnia 1906 w Łodzi, zm. 15 sierpnia 1984) – polska lekarka, urolog.

## Życiorys
Absolwentka Wydziału Lekarskiego Uniwersytetu Warszawskiego (dyplom w 1931). Po studiach pracowała w Szpitalu św. Ducha w Warszawie (była m.in. lekarzem administracyjnym tego szpitala podczas obrony Warszawy we wrześniu 1939 roku). 
Współorganizatorka odbudowy szpitalnictwa warszawskiego po II wojnie światowej, m.in. jako kierownik Wydziału Zdrowia Prezydium Rady Narodowej m.st. Warszawy. W latach 1961–1977 pracowała w Szpitalu Wolskim w Warszawie. Członkini Polskiego Towarzystwa Urologicznego. 
Odznaczona m.in. Krzyżem Kawalerskim Orderu Odrodzenia Polski.

## Upamiętnienie
Jej imieniem nazwano Szpital Wolski w Warszawie (pełna nazwa szpitala: Szpital Wolski im. dr Anny Gostyńskiej Samodzielny Publiczny Zakład Opieki Zdrowotnej).